# Azteca aesopus
Azteca aesopus is een mierensoort uit de onderfamilie van de Dolichoderinae. De wetenschappelijke naam van de soort is voor het eerst geldig gepubliceerd in 1908 door Auguste Forel.